# ミルコのひかり
『ミルコのひかり』（Rosso come il cielo）は、2006年のイタリアの伝記映画。監督はクリスティアーノ・ボルトーネ、出演はルカ・カプリオッティとパオロ・サッサネッリなど。イタリア映画界の盲目のサウンドデザイナー（音響技師）ミルコ・メンカッチの少年時代を描いている。
メンカッチ本人がサウンドデザインを担当している。
日本では2007年4月から5月にかけて開催された「イタリア映画祭2007」において『空のように赤く（仮題）』のタイトルで4月29日に上映された後、同年9月から『ミルコのひかり』のタイトルで一般劇場公開された。

## ストーリー
1970年代初頭のイタリア・トスカーナ。自宅にあった銃の暴発で盲目となった10歳の少年ミルコ・バレーリは、当時の法律に従い、ジェノヴァにある全寮制の盲学校カッソーニ校に入れられる。
盲目の校長は、厳格な規律で少年たちを縛り付け、彼らの才能や可能性を一切認めようとしなかった。
ある日、録音装置を手にしたミルコは、音の世界に関心を持つようになる。そして寮の管理人の娘フランチェスカや盲学校の友人らと音による劇を作り始める。ところが、それに気付いた校長は、これまでも反抗的な態度を取ることが多かったミルコを退学処分にしてしまう。ミルコの才能に早くから気付いていた教師のジュリオ神父は校長に退学の撤回を願い出るが、校長は「盲人に選択肢はない」と言い放つ。
しかし、ミルコとフランチェスカが出会った製鉄所で働く盲目の青年エットレらのストライキとデモにより、ミルコの退学は取り消しになる。そしてミルコたちによる音だけの劇が学芸会で披露される。
1975年にイタリア政府は盲学校を閉鎖し、盲人が一般校に通える法案を承認した。

### 事実との違い
メンカッチ本人が銃の暴発で盲目になったのは1965年の4歳の時であったが、映画では1971年の10歳の時になっている。

## キャスト
- ミルコ・バレーリ - ルカ・カプリオッティ（吹替：中村公子）

銃の暴発で盲目になった少年。10歳。小学5年生。暴発後は視界全体がぼやけ色は分かるものの、前に何があるのか判別できない状態となる。以前の趣味は映画を見ることで、ちょっとした機械いじりが好き。学校で見つけたテープレコーダーを気に入り様々な音を録音し始め、数日後それを使って演劇をすることを思いつく。
- フェリーチェ - シモーネ・グッリー

ミルコが盲学校で最初に親しくなった少年。ぽっちゃり体型。生まれつき目が見えない。朗らかで気が優しい性格。ミルコの音だけの劇に協力する。
- ヴァレリオ - アンドレア・グッソーニ

盲学校のガキ大将。裕福な家の子。クラスではミルコのすぐ後ろの席に座っている。普段から他の生徒に悪口を言ったり挑発的な態度を取っている。
- マリオ - アレサンドロ・フィオーリ
- ジャコモ - ミケーレ・イオリオ
- ダヴィデ - フランチェスコ・カンポバッソ
- フランチェスカ - フランチェスカ・マトゥランツァ（吹替：伊東久美子）

寮の管理人の娘。ミルコの初恋の相手。寮の男子とトラブルになると仕事に差し障りがあるため、母からは生徒たちと親しくすることを禁止されている。しかしミルコのテープレコーダーを用いた劇の物語作りに協力する。
- フォンジェッティーナ

盲学校の職員。ふくよかな体型の女性。寮生活を送る生徒たちの洗濯や生活面をサポートしている。思いやりがある性格で規律に厳しい職員が多い中、生徒たちに優しく接する。
- ジュリオ神父 - パオロ・サッサネッリ（イタリア語版）

ミルコのクラス担任らしき教師。授業では点字、作文、音楽、体育など様々な科目を教えている。盲学校にあまり馴染めず反発するミルコにも忍耐強く勉強を教える。ミルコの特別な才能に気付き、それを育もうとする。
- エットレ - マルコ・コッチ（イタリア語版）（吹替：前野智昭）

ミルコとフランチェスカが街で出会った盲目の青年。ミルコと同じ盲学校に10年通った後、製鉄所の電話交換所で働く。
- アッキーレ・バレーリ - シモーネ・コロンバリ（イタリア語版）

ミルコの父。仕事は新聞の販売しているようだが経済状態はそれほど豊かではない。大らかで子煩悩な性格でミルコの行動を優先し、のびのびと育てている。
- テレーザ・バレーリ - ロッサーナ・ジェンティーリ

ミルコの母。家族でポンテデーラで暮らしている。全寮制の盲学校で暮らすことになったミルコの学校生活を心配する。
- 校長 - ノールマン・モッツァート（イタリア語版）

盲学校の校長。子供の頃は健常者だったが、その後、中途失明となった。保守的な考え方の持ち主で頑固な性格で生徒たちに厳しく接する。盲学校では、生徒たちに規律正しい生活を送らせることで彼らを良い将来へ導こうとする。

## DVD
日本では2008年8月6日にDVDが発売され、目が不自由な人向けの「音声ガイド」、視力が弱い人向けの大きな字幕も収録されている。

## 作品の評価
2006年ブラジル・サンパウロ国際映画祭で観客賞を受賞している。